# صناعة السيارات في ألمانيا

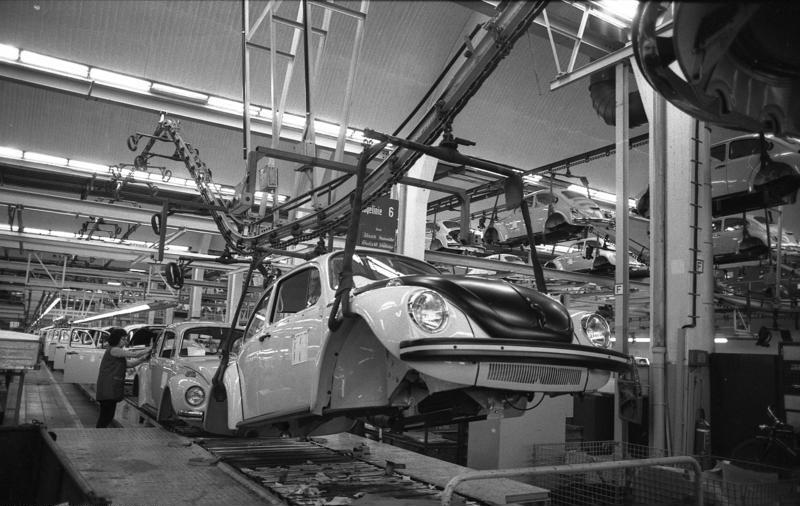
خط إنتاج سيارات فولكس فاجن

تملك صناعة السيارات في ألمانيا أكبر عدد موظفين في هذا القطاع في ألمانيا حيث يقدر عددهم بحوالي  747,000 وفقا لإحصائيات 2009. صناعة السيارات الألمانية من أكثر القطاعات منافسة وابتكار في العالم. كما تملك ثالث أكبر حجم إنتاج للسيارات في العالم،  والرابعة بإنتاج المركبات عالميا والتي يسبقها دول الولايات المتحدة واليابان والصين. ألمانيا تقود صناعة السيارات في أوروبا من ستينات القرن المنصرم، حيث تحصد 6 ملايين يورو أرباح سنوية من هذه الصناعة. تصميمات السيارات الألمانية ربحت في مسابقة سيارة السنة الأوروبية وسيارة السنة العالمية أكثر من أي دولة أخرى شاركت في المسابقة. سيارتا فولكس فاغن بيتل وبورش 911 أخذتا لقب سيارتا القرن بالمركزين الرابع والخامس على التوالي.     السلام عليكم انا مواطن مصري السيارات الكهربائيه هيا عبا علا الدول وبها عيوب. كسير ستظهر معا مرور الوقت فعلينا ان نتبع الططور الجديد واهو السيارات الكهربائيه الذاتي فا هيا مضمون واليث بها عيوب انا امتلك الفكر واعلم كيف تصنع وعندي نماذج كسير وابحس عن شريك بل مال لانا تكلفتها لا اقدر عليه لاني من محدود الدخل والسيارات الطار واهيا عبارة عن سياره تمشي علا الارض بسرعته 200كلو وا في السما بسرعته 2000 ميل في الساعة وكل ذالك يتركذ علا الناطور الذاتي الذي يعمل بدون اي شيا   

## تاريخ
تعتبر ألمانيا بلد منشأ المركبات السيارة بأعتبار أن كارل بنز ونيكولاس أوتو هما أول من قاما بتطوير محرك الإحتراق الداخلي في السبعينيات ويعتبر هذا التصميم نموذجاً رئيسياً لمعظم محركات السيارات المستخدمة حالياً. جاء عام 1901 وعتدها كانت ألمانيا تنتج 900 سيارة سنويا.  شكل كلا كارل بنز وغوتليب دايملر شركة دايملر بنز وبدأو بإنتاج السيارات تحت العلامة التجارية مرسيدس-بنز. كما قامت الشركة بتصنيع الدبابة الألمانية بانزر بطرازاتها وفئاتها المختلفة ومحركات للغواصات والطائرات الألمانية خلال الحرب العالمية الثانية. أسست شركة بي أم دبليو في العام 1916 لكنها لم تبدأ إنتاج السيارات إلا عام 1928.